# Tihanyi János Lajos
Tihanyi János Lajos (Pécs, 1892. május 13. – Kiskunhalas, 1957. február 21.) magyar festő, grafikus. 

## Élete
Meittinger Jozefa gyermekeként született. 1907-ben édesanyja hozzáment Tihanyi Károly vármegyei írnokhoz, aki örökbe fogadta és nevére vette a gyermeket. Az első világháború kitörésekor Pécs a szerbiai megszállott területek kormányzóságához került.
Első munkáin az impresszionista hatás érezhető, ezek közül állított ki néhányat 1917-ben Belgrádban és 1918-ban Lembergben. A háború befejeződése után kezdte újra tanulmányait először Iványi-Grünvald Bélánál és Réti Istvánnál, majd a budapesti Képzőművészeti Főiskolán Olgyai Viktor grafikai osztályában. 1925-ben csoportos kiállításokon vett részt a Nemzeti Szalonban és 1927-ben az Ernst Múzeumban. Grafikái mellett táj- és életképeket festett, melyek közül kettő a Magyar Nemzeti Galériában található. 
Házastársa Burger Margit volt, akit 1919. február 8-án Budapesten, a Ferencvárosban vett nőül.